# فاکس ریسینگ

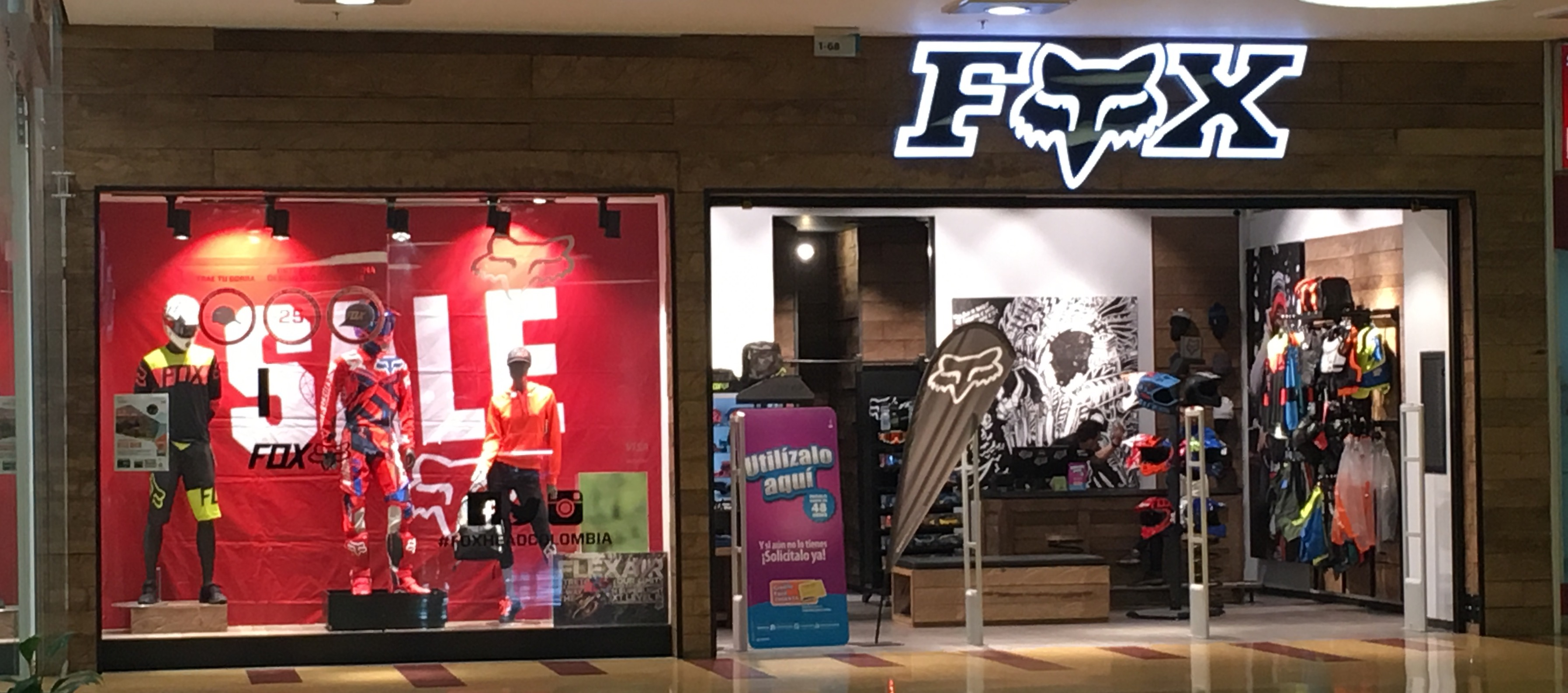
یکی از شعبه های فاکس ریسینگ

فاکس ریسینگ (انگلیسی: Fox Racing) شرکت تجهیزات ورزشی آمریکایی است، که در سال ۱۹۷۴ توسط گرگ فاکس تأسیس شد.